# جون ويلسون (لاعب كرة قاعدة)
جون ويلسون (بالإنجليزية: John Wilson) هو لاعب كرة قاعدة أمريكي، ولد في 25 أبريل 1903، وتوفي في 27 أغسطس 1980 في تشاتانوغا في الولايات المتحدة.

## وصلات خارجية
- جون ويلسون على موقعبيزبول رفرنس.كوم (الدوري الرئيسي) (الإنجليزية)
- جون ويلسون على موقعبيزبول رفرنس.كوم (الدوري الثانوي) (الإنجليزية)